# Wolfgang Preisendanz
Wolfgang Preisendanz, född 28 april 1920 i Pforzheim, död 29 september 2007 Konstanz, var en tysk germanist och litteraturkritiker. Han tillhörde Konstanzskolan. Preisendanz var professor vid Münsters universitet och senare vid Konstanz universitet.

## Biografi
Wolfgang Preisendanz föddes i Pforzheim år 1920. År 1951 avlade han doktorsexamen. Tillsammans med Wolfgang Iser, Hans Robert Jauss och Anselm Haverkamp utvecklade Preisendanz Konstanzskolans receptionsteori; denna teori har fokus på betraktaren, publiken eller åskådaren, istället för på konstnären.